# Banda del Río Salí
Banda del Río Salí è una città dell'Argentina, appartenente alla provincia di Tucumán, situata a 3 km a est del capoluogo provinciale San Miguel de Tucumán.